# Dacnis
Dacnis là một chi chim trong họ Thraupidae.

## Hình ảnh

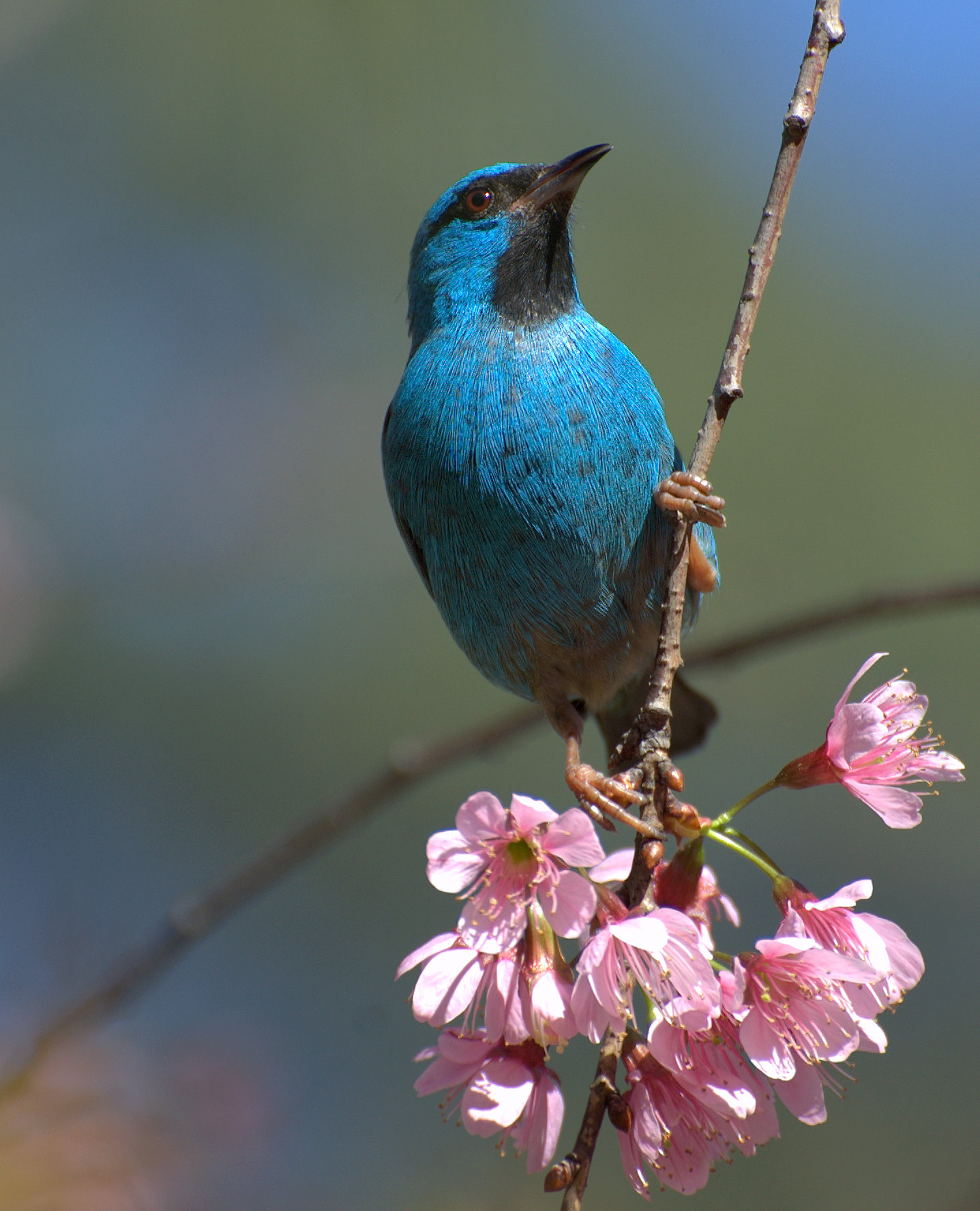
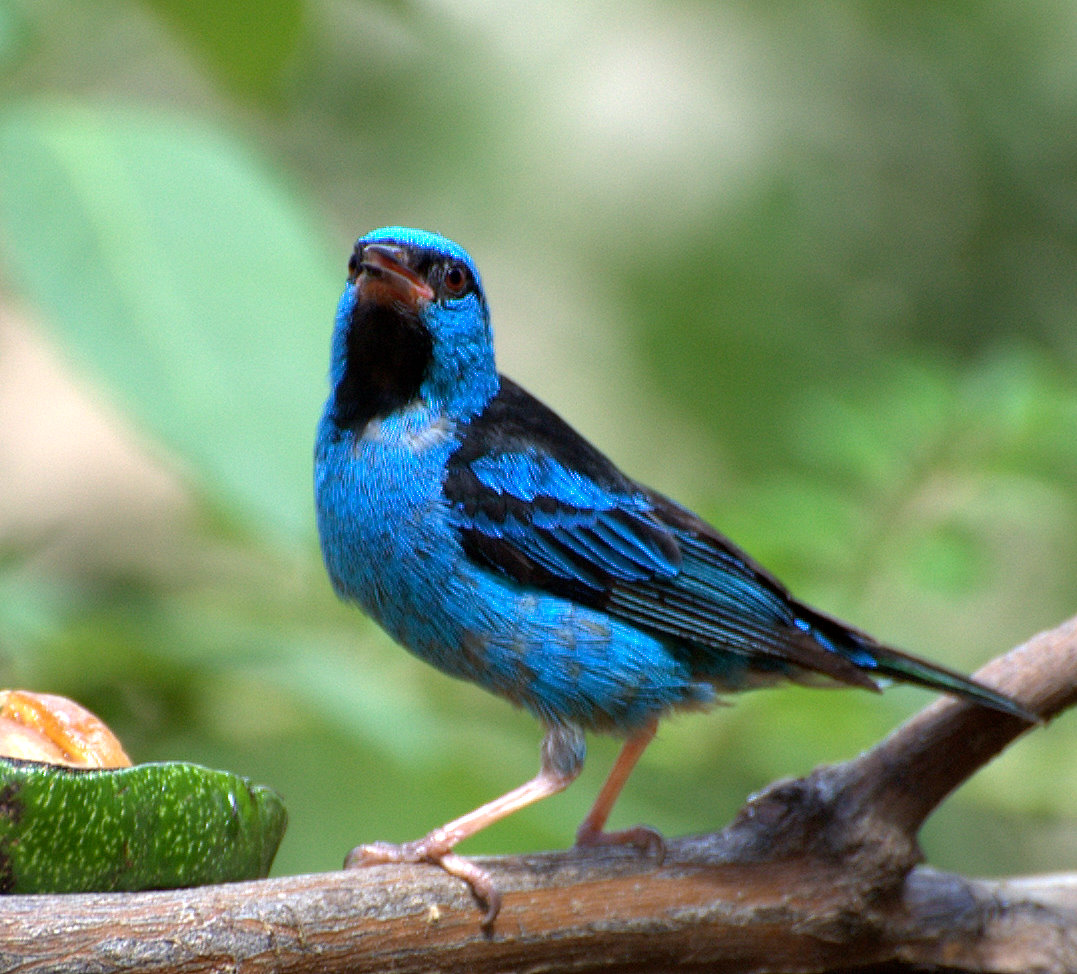
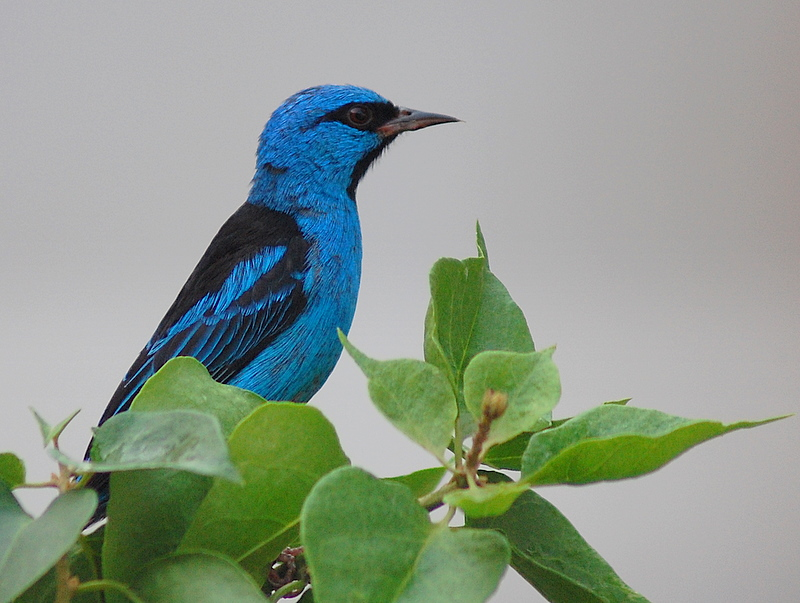